# Stephanopis acanthogastra
Stephanopis acanthogastra es una especie de araña del género Stephanopis, familia Thomisidae. Fue descrita por Mello-Leitão en 1929.

## Descripción
Mide aproximadamente 3,5 mm de longitud.

## Distribución
Se distribuye por Brasil.